# Draft de la NBA de 1984
El Draft de la NBA de 1984 fue el trigésimoctavo draft de la National Basketball Association (NBA). El draft se celebró el 19 de junio de 1984 antes del comienzo de la temporada 1984-85. El draft fue retransmitido en los Estados Unidos por USA Network.
En este draft, veintitrés equipos de la NBA seleccionaron a jugadores amateurs del baloncesto universitario y otros jugadores elegibles, incluidos internacionales. Los jugadores que hubiesen terminado el periplo universitario de cuatro años estaban disponibles para ser seleccionados. Antes del draft, cinco jugadores que no habían terminado los cuatro años universitarios anunciaron que abandonaban la universidad antes de tiempo para presentarse al draft.
Las dos primeras elecciones del draft correspondieron a los equipos que finalizaron en la última posición en cada división, con el orden determinado por un lanzamiento de moneda. Houston Rockets ganó el primer puesto del draft, mientras que Portland Trail Blazers, que adquirió la elección de primera ronda de Indiana Pacers en un traspaso, fue premiado con la segunda elección. Los demás equipos seleccionaron en orden inverso al registro de victorias-derrotas en la temporada anterior. El draft consistió de diez rondas y 228 jugadores fueron seleccionados, y fue el último en celebrarse antes de la creación de la Lotería del Draft en 1985. También fue el primer draft en el mandato como comisionado de David Stern.

## Selecciones y notas del draft
Houston Rockets utilizó su primera elección de draft para seleccionar a Hakeem Olajuwon (por entonces conocido como Akeem Olajuwon), un pívot de la Universidad de Houston. Nacido en Nigeria, se convirtió en el segundo extranjero en ser escogido en el primer puesto del draft, tras Mychal Thompson de las Bahamas en 1978. Portland Trail Blazers seleccionó en la segunda posición a Sam Bowie de la Universidad de Kentucky. Chicago Bulls escogió en la tercera posición al ganador de los premios universitarios Naismith y Wooden College Player of the Year Michael Jordan, procedente de la Universidad de Carolina del Norte. Jordan fue proclamado Rookie del Año y fue incluido en el segundo quinteto de la NBA en su primera temporada en la liga. El compañero de Jordan en Carolina del Norte, Sam Perkins, fue seleccionado en la cuarta plaza por Dallas Mavericks. Charles Barkley, un alero de la Universidad de Auburn, fue escogido en la quinta posición por Philadelphia 76ers.
Olajuwon, Jordan y Barkley, junto con la decimosexta elección John Stockton, fueron incluidos posteriormente en el Basketball Hall of Fame, y nombrados entre los 50 mejores jugadores en la historia de la NBA en 1996. Los logros obtenidos por Olajuwon a lo largo de su carrera incluyen dos campeonatos de la NBA, dos MVP de las Finales de la NBA, un MVP de la Temporada, un Premio al Mejor Defensor del Año, doce selecciones en los mejores quintetos de la temporada (seis de ellas en el primero), doce participaciones en el All-Star Game de la NBA y nueve en los mejores quintetos defensivos. Olajuwon se retiró como el máximo taponador de la historia de la NBA con 3.830 tapones. Jordan tuvo más éxito que Olajuwon; ganó seis campeonatos de la NBA, seis MVP de las Finales, cinco MVP de la Temporada, un Premio al Mejor Defensor, once inclusiones en los mejores quintetos (diez de ellas en el primero), catorce participaciones en el All-Star Game, tres MVP del All-Star de la NBA, y nueve selecciones en los mejores quintetos defensivos. Barkley y Stockton nunca ganaron un campeonato, pero ambos jugadores completaron una carrera individual exitosa. Barkley ganó el MVP en la temporada 1992-93 y fue incluido en once quintetos de la temporada, en once All-Star Games, y fue el MVP del All-Star Game de la NBA 1991. Stockton fue incluido en once mejores quintetos de la temporada, en diez All-Star Games, en cinco quintetos defensivos, y ganó el MVP del All-Star Game de la NBA 1993 junto con su compañero de los Jazz Karl Malone, antes de retirarse como líder histórico en asistencias y robos de balón. Jordan, Barkley y Stockton compartieron equipo en los Juegos Olímpicos de Barcelona 1992, en el denominado "Dream Team" que ganó la medalla de oro. Alvin Robertson, la séptima elección, ganó los premios al Mejor Defensor y al Jugador Más Mejorado en la temporada 1985-86, y fue incluido en una ocasión en el segundo mejor quinteto, en seis mejores quintetos defensivos, disputó cuatro All-Star Games, y se convirtió en uno de los cuatro jugadores capaces de lograr un cuádruple-doble en un partido. Otros dos jugadores de este draft, la novena elección Otis Thorpe y la undécima Kevin Willis, participaron en un All-Star cada uno. Willis también fue incluido en una ocasión en el tercer mejor quinteto de la temporada. Rick Carlisle, la 70.ª elección, se convirtió en entrenador tras finalizar su carrera como jugador y fue nombrado Entrenador del Año de la NBA en 2002 mientras dirigía a Detroit Pistons. En 2011, ganó el campeonato con Dallas Mavericks, algo que previamente ya consiguió con Boston Celtics como jugador en 1986.
El draft de 1984 se considera uno de los mejores de la historia de la NBA ya que en él se eligieron 4 jugadores que entraron en el Hall of Fame y siete All-Stars. Sin embargo, también se recuerda la elección de Sam Bowie por parte de los Blazers, considerada uno de los mayores pufos de la historia de la NBA.  Se cree que los Blazers seleccionaron a Bowie por delante de Jordan porque ya tenían un escolta estrella (Jim Paxson) y uno joven (Clyde Drexler), a quien habían seleccionado en el draft de 1983. Aunque Drexler tuvo una exitosa carrera, la carrera de Bowie se vio acortada por las lesiones; también se había perdido dos de las últimas tres temporadas en su carrera universitaria.9A pesar de disputar 10 temporadas en la NBA y  promediar 10.9 puntos y 7.5 rebotes por partido, la carrera de Bowie se vio interrumpida por cinco cirugías de pierna, que lo limitaron a 139 partidos en 5 años con los Blazers.2829
El brasileño Oscar Schmidt fue elegido en la posición 131 en la sexta ronda por los New Jersey Nets.Sin embargo, Schmidt rechazó las ofertas para jugar en la NBA y se quedó a jugar en Italia, en España y luego en Brasil. Jugó en cinco Juegos Olímpicos y fue el máximo anotador en tres de ellos. Terminó su carrera con 49,703 puntos con varios clubes y el equipo nacional brasileño, más que el  líder anotador histórico de la NBA, Kareem Abdul-Jabbar, quien anotó 38,387 puntos en su carrera como profesional.30En 2010, la Federación Internacional de Baloncesto (FIBA) honró a Schmidt con su incorporación al Salón de la Fama de FIBA,31y también fue admitido por el Naismith Basketball Hall of Fame en 2013.32 ElEl atleta de la Universidad de Houston Carl Lewis, quien nunca jugó baloncesto en la universidad, fue seleccionado por los Chicago Bulls con la selección número 208 en la décima ronda.833Lewis, que también había sido seleccionado en el draft de ese mismo año por los Dallas Cowboys, se quedó con su carrera de atletismo y ganó nueve medallas de oro olímpicas y ocho más en los Campeonatos Mundiales de Atletismo.34En la quinta ronda, los Portland Trail Blazers seleccionaron a Mike Whitmarsh, quien fue una estrella en la Universidad de San Diego tanto en baloncesto como en voleibol, con la selección número 111. Whitmarsh jugó baloncesto profesional en Alemania durante tres años, pero nunca jugó en la NBA. Luego dejó el baloncesto para jugar al voleibol de playa, donde logró un mayor éxito, incluida una medalla de plata en los Juegos Olímpicos.35->

## Leyenda
|  | Denota jugador miembro del Basketball Hall of Fame                                                 |
|  | Denota jugador que ha sido seleccionado al menos en un All-Star Game y un Mejor Quinteto de la NBA |
|  | Denota jugador que ha sido seleccionado al menos en un All-Star Game                               |
|  | Denota jugador que nunca ha jugado en la NBA                                                       |

## Draft

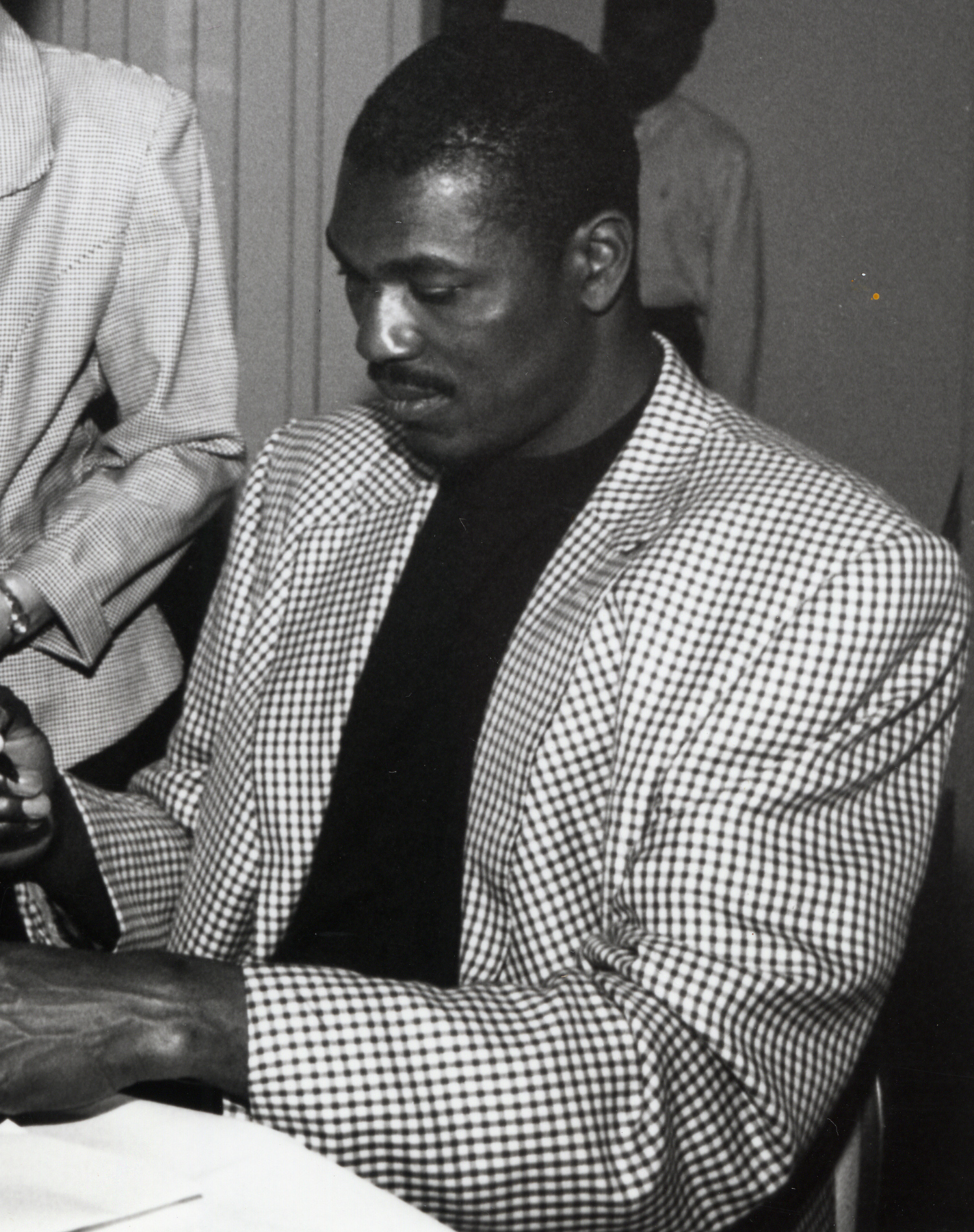
Hakeem Olajuwon, la 1.ª elección.

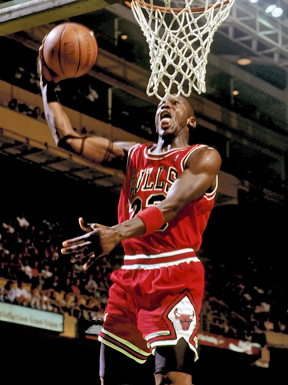
Michael Jordan, la 3.ª elección.

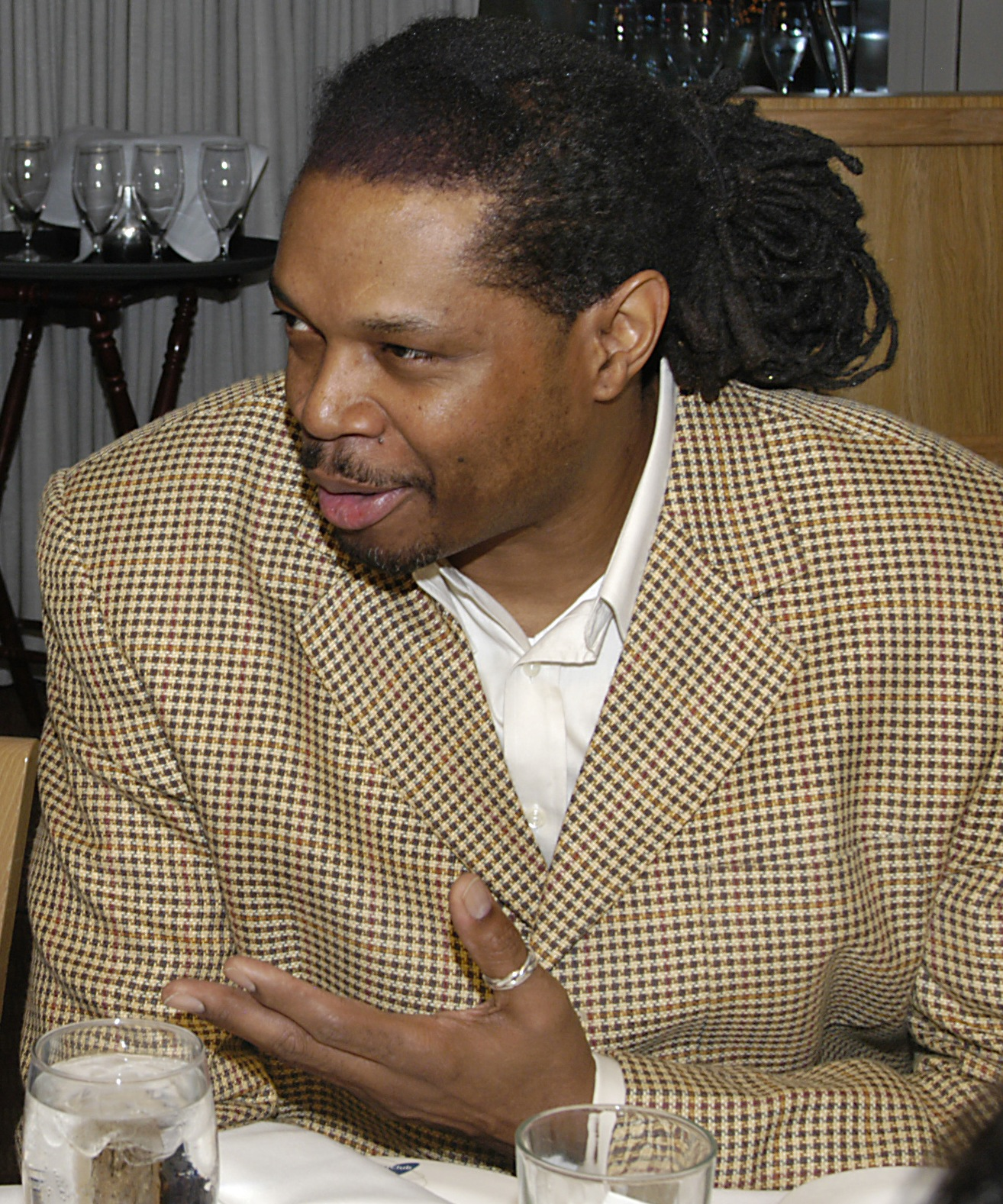
Sam Perkins, la 4.ª elección.

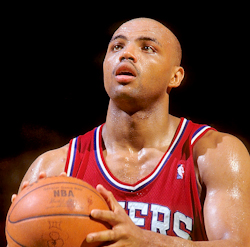
Charles Barkley, la 5.ª elección.

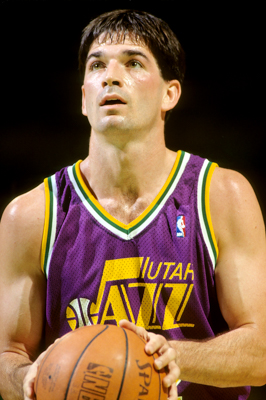
John Stockton, la 16.ª elección.

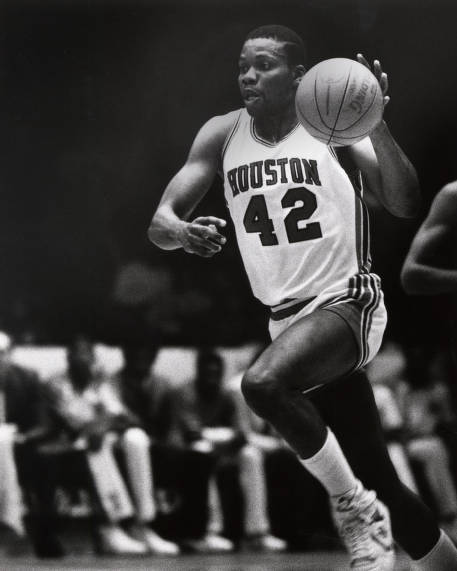
Michael Young, la 24.ª elección.

| Ronda | Pick | Jugador           | Pos. | Nacionalidad            | Equipo                                                       | Universidad/equipo        |
| ----- | ---- | ----------------- | ---- | ----------------------- | ------------------------------------------------------------ | ------------------------- |
| 1     | 1    | Hakeem Olajuwon   | C    | Nigeria Estados Unidos  | Houston Rockets                                              | Houston (Jr.)             |
| 1     | 2    | Sam Bowie         | F/C  | Estados Unidos          | Portland Trail Blazers (desde Indiana)                       | Kentucky (Sr.)            |
| 1     | 3    | Michael Jordan    | G/F  | Estados Unidos          | Chicago Bulls                                                | North Carolina (Jr.)      |
| 1     | 4    | Sam Perkins       | F/C  | Estados Unidos          | Dallas Mavericks (desde Cleveland)                           | North Carolina (Sr.)      |
| 1     | 5    | Charles Barkley   | F    | Estados Unidos          | Philadelphia 76ers (desde L.A. Clippers)                     | Auburn (Jr.)              |
| 1     | 6    | Melvin Turpin     | C    | Estados Unidos          | Washington Bullets (traspasado a Cleveland)                  | Kentucky (Sr.)            |
| 1     | 7    | Alvin Robertson   | G    | Estados Unidos          | San Antonio Spurs                                            | Arkansas (Sr.)            |
| 1     | 8    | Lancaster Gordon  | G    | Estados Unidos          | Los Angeles Clippers (desde Golden State)                    | Louisville (Sr.)          |
| 1     | 9    | Otis Thorpe       | F/C  | Estados Unidos          | Kansas City Kings                                            | Providence (Sr.)          |
| 1     | 10   | Leon Wood         | G    | Estados Unidos          | Philadelphia 76ers (desde Denver)                            | Cal State Fullerton (Sr.) |
| 1     | 11   | Kevin Willis      | F/C  | Estados Unidos          | Atlanta Hawks                                                | Michigan State (Sr.)      |
| 1     | 12   | Tim McCormick     | C    | Estados Unidos          | Cleveland Cavaliers (traspasado a Seattle)                   | Michigan (Sr.)            |
| 1     | 13   | Jay Humphries     | G    | Estados Unidos          | Phoenix Suns                                                 | Colorado (Sr.)            |
| 1     | 14   | Michael Cage      | F/C  | Estados Unidos          | Los Angeles Clippers (desde Seattle)                         | San Diego State (Sr.)     |
| 1     | 15   | Terence Stansbury | G    | Estados Unidos          | Dallas Mavericks                                             | Temple (Sr.)              |
| 1     | 16   | John Stockton     | G    | Estados Unidos          | Utah Jazz                                                    | Gonzaga (Sr.)             |
| 1     | 17   | Jeff Turner       | F/C  | Estados Unidos          | New Jersey Nets                                              | Vanderbilt (Sr.)          |
| 1     | 18   | Vern Fleming      | G    | Estados Unidos          | Indiana Pacers (desde New York)                              | Georgia (Sr.)             |
| 1     | 19   | Bernard Thompson  | G/F  | Estados Unidos          | Portland Trail Blazers                                       | Fresno State (Sr.)        |
| 1     | 20   | Tony Campbell     | G/F  | Estados Unidos          | Detroit Pistons                                              | Ohio State (Sr.)          |
| 1     | 21   | Kenny Fields      | G/F  | Estados Unidos          | Milwaukee Bucks                                              | UCLA (Sr.)                |
| 1     | 22   | Tom Sewell        | G    | Estados Unidos          | Philadelphia 76ers (traspasado a Washington)                 | Lamar (Sr.)               |
| 1     | 23   | Earl Jones        | C    | Estados Unidos          | Los Angeles Lakers                                           | UDC (Sr.)                 |
| 1     | 24   | Michael Young     | G/F  | Estados Unidos          | Boston Celtics                                               | Houston (Sr.)             |
| 2     | 25   | Devin Durrant     | F    | Estados Unidos          | Indiana Pacers                                               | Brigham Young (Sr.)       |
| 2     | 26   | Victor Fleming    | G    | Estados Unidos          | Portland Trail Blazers (desde Chicago vía Indiana)           | Xavier (Sr.)              |
| 2     | 27   | Ron Anderson      | G/F  | Estados Unidos          | Cleveland Cavaliers                                          | Fresno State (Sr.)        |
| 2     | 28   | Cory Blackwell    | F    | Estados Unidos          | Seattle SuperSonics (desde Houston)                          | Wisconsin (Jr.)           |
| 2     | 29   | Stuart Gray       | F/C  | Estados Unidos · Panamá | Indiana Pacers (desde L.A. Clippers vía Philadelphia)        | UCLA (Jr.)                |
| 2     | 30   | Steve Burtt       | G    | Estados Unidos          | Golden State Warriors (desde Washington)                     | Iona (Sr.)                |
| 2     | 31   | Jay Murphy        | F    | Estados Unidos          | Golden State Warriors (traspasado a L.A. Clippers)           | Boston College (Sr.)      |
| 2     | 32   | Eric Turner       | G    | Estados Unidos          | Detroit Pistons (desde San Antonio)                          | Michigan (Jr.)            |
| 2     | 33   | Steve Colter      | G    | Estados Unidos          | Portland Trail Blazers (desde Denver)                        | New Mexico State (Sr.)    |
| 2     | 34   | Tony Costner      | C    | Estados Unidos          | Washington Bullets (desde Kansas City vía Detroit y Atlanta) | Saint Joseph's (Sr.)      |
| 2     | 35   | Othell Wilson     | G    | Estados Unidos          | Golden State Warriors (desde Atlanta)                        | Virginia (Sr.)            |
| 2     | 36   | Charles Jones     | F    | Estados Unidos          | Phoenix Suns                                                 | Louisville (Sr.)          |
| 2     | 37   | Ben Coleman       | F    | Estados Unidos          | Chicago Bulls (desde Seattle vía Atlanta y Kansas City)      | Maryland (Sr.)            |
| 2     | 38   | Charlie Sitton    | F    | Estados Unidos          | Dallas Mavericks                                             | Oregon State (Sr.)        |
| 2     | 39   | Danny Young       | G    | Estados Unidos          | Seattle SuperSonics (desde New Jersey)                       | Wake Forest (Sr.)         |
| 2     | 40   | Anthony Teachey   | F    | Estados Unidos          | Dallas Mavericks (desde Utah)                                | Wake Forest (Sr.)         |
| 2     | 41   | Tom Sluby         | G    | Estados Unidos          | Dallas Mavericks (desde New York vía New Jersey)             | Notre Dame (Sr.)          |
| 2     | 42   | Willie White      | G    | Estados Unidos          | Denver Nuggets (desde Portland)                              | Chattanooga (Sr.)         |
| 2     | 43   | Greg Wiltjer      | C    | Canadá                  | Chicago Bulls (desde Detroit vía Indiana y Kansas City)      | Victoria (Canadá) (Sr.)   |
| 2     | 44   | Fred Reynolds     | F    | Estados Unidos          | Washington Bullets (desde Milwaukee)                         | UTEP (Sr.)                |
| 2     | 45   | Gary Plummer      | F/C  | Estados Unidos          | Golden State Warriors (desde Philadelphia 76ers)             | Boston University (Sr.)   |
| 2     | 46   | Jerome Kersey     | F    | Estados Unidos          | Portland Trail Blazers (desde L.A. Lakers)                   | Longwood (Sr.)            |
| 2     | 47   | Ronnie Williams   | F    | Estados Unidos          | Boston Celtics                                               | Florida (Sr.)             |

## Otras elecciones
La siguiente lista incluye otras elecciones de draft que han aparecido en al menos un partido de la NBA.
| Ronda | Pick | Jugador            | Pos. | Nacionalidad   | Equipo                              | Universidad/equipo        |
| ----- | ---- | ------------------ | ---- | -------------- | ----------------------------------- | ------------------------- |
| 3     | 50   | Ben McDonald       | F    | Estados Unidos | Cleveland Cavaliers                 | UC Irvine (Sr.)           |
| 3     | 51   | Jim Petersen       | F/C  | Estados Unidos | Houston Rockets                     | Minnesota (Sr.)           |
| 3     | 57   | Joe Binion         | F    | Estados Unidos | San Antonio Spurs (desde Denver)    | North Carolina A&T (Sr.)  |
| 3     | 61   | Jeff Cross         | F    | Estados Unidos | Dallas Mavericks                    | Maine (Sr.)               |
| 3     | 62   | David Pope         | F    | Estados Unidos | Utah Jazz                           | Norfolk State (Sr.)       |
| 3     | 68   | Butch Graves       | G    | Estados Unidos | Philadelphia 76ers                  | Yale (Sr.)                |
| 3     | 70   | Rick Carlisle      | G    | Estados Unidos | Boston Celtics                      | Virginia (Sr.)            |
| 4     | 71   | Ralph Jackson      | G    | Estados Unidos | Indiana Pacers                      | UCLA (Sr.)                |
| 4     | 76   | Jim Grandholm      | F    | Estados Unidos | Washington Bullets                  | South Florida (Sr.)       |
| 4     | 80   | Carl Henry         | G    | Estados Unidos | Kansas City Kings                   | Kansas (Sr.)              |
| 4     | 86   | Jim Rowinski       | F    | Estados Unidos | Utah Jazz                           | Purdue (Sr.)              |
| 4     | 87   | Bob Thornton       | F/C  | Estados Unidos | New York Knicks                     | UC Irvine (Sr.)           |
| 4     | 90   | Ozell Jones        | F/C  | Estados Unidos | San Antonio Spurs (desde Milwaukee) | Cal State Fullerton (Sr.) |
| 6     | 120  | McKinley Singleton | G    | Estados Unidos | Milwaukee Bucks (desde Houston)     | UAB (Sr.)                 |
| 6     | 131  | Oscar Schmidt      | G/F  | Brasil         | New Jersey Nets                     | Juve Caserta (Italia)     |
| 6     | 133  | Eddie Lee Wilkins  | F/C  | Estados Unidos | New York Knicks                     | Gardner–Webb (Sr.)        |
| 7     | 140  | Kenton Edelin      | F    | Estados Unidos | Indiana Pacers                      | Virginia (Sr.)            |
| 7     | 156  | Ken Bannister      | F/C  | Estados Unidos | New York Knicks                     | St. Augustine's (Sr.)     |
| 9     | 185  | Brian Martin       | F    | Estados Unidos | Indiana Pacers                      | Kansas (Sr.)              |